# Frasnay (Reugny)
Pour les articles homonymes, voir Frasnay.
Frasnay est une ancienne commune française de la Nièvre. En 1861, Frasnay fusionne avec Reugny pour former la nouvelle commune de Frasnay-Reugny.

## Histoire

### Seigneurs
- Imbert de La Platière de Bourdillon (1516 - 1567), un militaire français du XVIe siècle, seigneur de Frasnay, maréchal de France le 6 avril 1564.[réf. nécessaire]